# Potônske Lúky
Potônske Lúky est un village de Slovaquie situé dans la région de Trnava.

## Démographie

### Évolution de la population
| Année:               | 1994. | 2004. | 2014.    | 2024.   |
| -------------------- | ----- | ----- | -------- | ------- |
| Nombre de personnes: | 0     | 231   | 282      | 285     |
| Différence:          |       | –     | +22,07 % | +1,06 % |

| Année:               | 2023. | 2024.   |
| -------------------- | ----- | ------- |
| Nombre de personnes: | 286   | 285     |
| Différence:          |       | -0,34 % |